# لويس ألبرتو باديلا
لويس ألبرتو باديلا (بالإسبانية: Luis Alberto Padilla)‏ هو لاعب كرة قدم مكسيكي في مركز الدفاع، ولد في 24 فبراير 1985 في غوادالاخارا في المكسيك. لعب مع نادي نيكاكسا.

## وصلات خارجية
- لويس ألبرتو باديلا على موقع قاعدة بيانات كرة القدم.إي يو (الإنجليزية)
- لويس ألبرتو باديلا على موقع Soccerway.com (الإنجليزية)